# Дювивье, Жан
Жан Дювивье (фр. Jean Duvivier; 7 февраля 1687, Льеж — 30 апреля 1761, Париж) — французский художник- медальер валлонского происхождения. Отец медальера Бенжамена Дювивье.

## Биография
Его отец, Жандюльф Дювивье (Gendulphe Duvivier) был «гравёром печатей и столовых приборов князя-епископа», обучал его рисованию.
В 1710 году Жан Дювивье поселился в Париже и уже в 1717 году стал членом Королевской академии живописи и скульптуры. В 1719 году назначен Людовиком XV «почётным королевским гравёром», сменив в этой должности Жана Може. В 1714—1761 годах бессменно работал на Парижском монетном дворе. В 1748 году возобновил работу по заказам двора.
Жан Дювивье был необычайно продуктивен, он создал более 400 медалей и 200 жетонов, в том числе медаль в честь встречи Петра I и Людовика XV (1717) и медаль в память посещения Петром I Парижского монетного двора (1717, совместно с М. Рёга). Свои работы подписывал «I.D.VIV.» и «DU VIVIER F.».
Жан Дювивье женился на Марии-Луизе Виньон (умерла 28 сентября 1752 года). В этом браке родилось трое сыновей: Пьер-Луи-Исаак (крещён 23 мая 1727 года), Пьер-Симон-Бенжамен Дювивье (крещён 5 ноября 1730 года) и Тома-Жермен-Жозеф (крещён 31 августа 1735 года), живописец и гравёр, а также дочь Жанна-Луиза-Франсуаза, которая вышла замуж за гравёра Жака-Николя Тардьёи также стала художником-гравёром .
Жан Дювивье скончался в Париже 30 апреля 1761 года.

## Галерея
- Проект медали, отчеканенной по случаю рождения дофина. На аверсе — портрет Людовика XV, на реверсе — Франция, держащая дофина на коленях. 1729. Офорт
- Людовик XV, коронация 1722 года. Медаль, реверс. Бронза
- Воспитание дофина. 1736. Бронза
- Людовик XV (1715-1723)
- Людовик XVI